# 嗅溝
嗅溝（きゅうこう、英: Olfactory sulcus）は、前頭にある脳溝の1つである。嗅溝は前後方向に走る非常に目立った脳溝であり、嗅索が収まっている。
嗅溝は外側で眼窩回と、内側で直回と隣接している。